# Condiciones normalizadas de presión y temperatura
Las condiciones normalizadas de presión y temperatura, normalmente denominadas condiciones normales o condiciones estándares, son un conjunto de condiciones normalizadas de presión atmosférica y temperatura para las mediciones experimentales en laboratorio que se establecen para permitir comparaciones entre diferentes conjuntos de datos medidos.
Según el Diccionario de la lengua española (DLE), estándar es una condición «que sirve como tipo, modelo, norma, patrón o referencia», mientras que normal es una condición «que sirve de norma o regla». Ambos términos son por tanto sinónimos y se refieren a condiciones normalizadas.
Se suele hablar indistintamente de «condiciones estándares» y de «condiciones normales» para referirse a esas condiciones, pero no suele haber un acuerdo sobre los valores establecidos como normales o estándares. Esto se debe a que cada organismo establece su propia denominación y condiciones normalizadas. Así, tan estándar o normal puede ser la temperatura de 0 °C como la de 20 °C. Por ejemplo, tanto la Real Academia Española como el Instituto Nacional de Estándares y Tecnología (NIST por sus siglas en inglés) hablan de «condiciones normales», pero cada uno de ellos establece un valor distinto como normal para la temperatura. La Unión Internacional de Química Pura y Aplicada (IUPAC por sus siglas en inglés) sin embargo suele hablar de «condiciones estándares» para referirse a las condiciones de medición normalizadas, aunque igualmente se trata de unas condiciones propias establecidas como norma.
Las condiciones normalizadas más utilizadas son las de la IUPAC y las del NIST, aunque estas no son universalmente aceptadas. Otras organizaciones han establecido una variedad de definiciones alternativas para sus condiciones estándares de referencia. Así, el DLE define las «condiciones normales» de la siguiente manera:

«Circunstancias estándares, establecidas por convenio, que se toman como referencia para definir el estado físico de un cuerpo y que corresponden a cero grados Celsius y una atmósfera de presión.»

En química, la IUPAC en su Libro de Oro ha establecido dos estándares, que actualmente son idénticos:
- Temperatura y Presión Estándar (TPE, o STP por sus siglas en inglés): Temperatura  de 273.15 K (0 °C) y presión de 105 pascales (1 bar o 0.986 923 27 atm); normalmente empleadas en informes de volúmenes de gases. Téngase en cuenta que los medidores de flujo calibrados con volúmenes de gases estándar por unidad de tiempo a menudo indican volúmenes a 25 °C, no a 0 °C.[4]
- Condiciones estándar para gases: Temperatura de 273,15 K (0 °C) y presión de 105 pascales (1 bar o 0.986 923 27 atm). Anteriormente la IUPAC recomendaba para los gases una presión estándar de 1 atm (equivalente a 1.01325 × 105 Pa), pero actualmente recomienda que el uso de 1 atm como valor de la presión debe interrumpirse.[5]

En termodinámica, el NIST establece las siguientes condiciones:
- Temperatura y Presión Normales (TPN, o NTP por sus siglas en inglés): Una temperatura de 20 °C y una presión absoluta de 1 atm.

La norma ISO 13443 para el gas natural establece las siguientes condiciones:
- Condiciones de referencia normalizadas: Temperatura de 15 °C y presión de 1 atm.

En la industria y el comercio, las condiciones normalizadas de temperatura y presión son a menudo necesarias para definir las condiciones de referencia estándar para expresar los volúmenes de gases y líquidos y cantidades relacionadas, tales como la tasa de flujo volumétrico (los volúmenes de gases varían significativamente con la temperatura y la presión). Sin embargo, muchas publicaciones técnicas (libros, revistas, anuncios de equipos y maquinaria) se limitan a afirmar "condiciones normales" sin especificarlas, lo que a menudo conduce a confusión y errores. La buena práctica siempre incorpora las condiciones de referencia de temperatura y presión. Si no se indican, se suponen unas condiciones ambientales cercanas a 1 atm de presión, 293 K (20 °C) y 0% de humedad.[cita requerida]

## Definiciones

### Usos anteriores
Antes de 1918, muchos profesionales y científicos que utilizaban el sistema métrico de unidades definían las condiciones estándar de referencia de temperatura y presión para expresar volúmenes de gas como 15 grados Celsius (288,15 K; 59 °F) y 101,325 kPa (1 atm; 760 Torr). Durante esos mismos años, las condiciones de referencia estándar más utilizadas por las personas que utilizaban los sistemas imperial o Unidades tradicionales de Estados Unidos era 60 grados Fahrenheit (15,56 °C; 288,71 K) y 14,696 psi (1 atm) porque era casi universalmente utilizado por las industrias del petróleo y el gas en todo el mundo. Las definiciones anteriores ya no son las más utilizadas en ninguno de los dos sistemas de unidades.

### Uso actual
En la actualidad, organizaciones de todo el mundo utilizan muchas definiciones diferentes de las condiciones normalizadas de referencia. En la tabla siguiente se enumeran algunas de ellas, pero hay más. Algunas de estas organizaciones utilizaron otras normas en el pasado. Por ejemplo, desde 1982, la IUPAC define las condiciones de referencia normalizadas como 0 °C y 100 kPa (1 bar), a diferencia de su antigua norma de 0 °C y 101,325 kPa (1 atm). El nuevo valor es la presión atmosférica media a una altitud de unos 112 metros, que se aproxima más a la altitud media mundial de habitación humana (194 m).
Las empresas de gas natural de Europa, Australia y Sudamérica han adoptado 15 °C (59 °F) y 101,325 kPa (14,696 psi) como condiciones de referencia estándar del volumen de gas, utilizadas como valores de base para definir el metro cúbico estándar. Asimismo, la Organización Internacional de Normalización (ISO), la Agencia de Protección Ambiental de Estados Unidos (EPA) y el Instituto Nacional de Estándares y Tecnología (NIST) tienen más de una definición de condiciones estándar de referencia en sus diversas normas y reglamentos.

## Condiciones normalizadas
Actualmente existen muchas definiciones diferentes de condiciones de referencia estándar utilizadas por organizaciones de todo el mundo. La siguiente tabla muestra algunas de ellas, pero hay más. Algunas de estas organizaciones utilizaban otras normas en el pasado. Por ejemplo, la IUPAC hasta 1982 definía las condiciones de referencia estándar como de 0 °C y 101 325 Pa (1 atm).
| Publicación o entidad de referencia | Uso              | Temperatura | Temperatura | Presión    | Presión       |
| Publicación o entidad de referencia | Uso              | °C          | K           | Pa         | atm           |
| ----------------------------------- | ---------------- | ----------- | ----------- | ---------- | ------------- |
| Diccionario de la Lengua Española   | Física y química | 0 °C        | 273.15 K    | 101 325 Pa | 1 atm         |
| IUPAC                               | Química y Gases  | 0 °C        | 273.15 K    | 100 000 Pa | 0.986 923 atm |
| ISO 13443, ISA, AEMA                | Gas natural      | 15 °C       | 288.15 K    | 101 325 Pa | 1 atm         |
| NIST                                | Termodinámica    | 20 °C       | 293.15 K    | 101 325 Pa | 1 atm         |
| EPA                                 | Medio ambiente   | 25 °C       | 298.15 K    | 101 325 Pa | 1 atm         |
| CAGI                                | Gases            | 20 °C       | 293.15 K    | 100 000 Pa | 0.986 923 atm |
| SPE                                 | Petróleo         | 15 °C       | 288.15 K    | 100 000 Pa | 0.986 923 atm |

## Atmósfera Estándar Internacional
En aeronáutica y dinámica de fluidos la "Atmósfera Estándar Internacional" (ISA por sus siglas en inglés) es una especificación de presión, temperatura, densidad y velocidad del sonido según la altitud. La Atmósfera Estándar Internacional es representativa de las condiciones atmosféricas en latitudes medias.

## Condiciones estándar de laboratorio
Dado que muchas definiciones de temperatura y presión estándar difieren significativamente en temperatura de las temperaturas estándar de laboratorio (por ejemplo, 0 °C frente a ~25 °C), a menudo se hace referencia a las "condiciones estándar de laboratorio" (un término elegido deliberadamente para que sea diferente del término "condiciones estándar de temperatura y presión", a pesar de su casi identidad semántica cuando se interpreta literalmente). Sin embargo, lo que es una temperatura y presión de laboratorio "estándar" está inevitablemente ligado a la geografía, dado que las distintas partes del mundo difieren en clima, altitud y grado de uso de la calefacción/refrigeración en el lugar de trabajo. Por ejemplo, las escuelas de Nueva Gales del Sur, Australia utilizan 25 °C a 100 kPa para las condiciones estándar de laboratorio.
ASTM International ha publicado la Norma ASTM E41- Terminology Relating to Conditioning and hundreds of special conditions for particular materials and test methods. Otras organizaciones de normalización también tienen condiciones de ensayo estándar especializadas.

## Volumen molar de un gas
Es tan importante indicar las condiciones de referencia aplicables de temperatura y presión cuando se indica el volumen molar de un gas como cuando se expresa el volumen de un gas o el caudal volumétrico. Expresar el volumen molar de un gas sin indicar las condiciones de referencia de temperatura y presión tiene muy poco significado y puede dar lugar a confusión.
El volumen molar de los gases alrededor de STP y a presión atmosférica puede calcularse con una precisión que suele ser suficiente utilizando la ley de los gases ideales. El volumen molar de cualquier gas ideal puede calcularse en varias condiciones de referencia estándar como se muestra a continuación:
- Vm = 8.3145 × 273.15 / 101.325 = 22.414 dm3/mol a 0 °C y 101.325 kPa
- Vm = 8.3145 × 273.15 / 100.000 = 22.711 dm3/mol a 0 °C y 100 kPa
- Vm = 8.3145 × 288.15 / 101.325 = 23.645 dm3/mol a 15 °C y 101.325 kPa
- Vm = 8.3145 × 298.15 / 101.325 = 24.466 dm3/mol a 25 °C y 101.325 kPa
- Vm = 8.3145 × 298.15 / 100.000 = 24.790 dm3/mol a 25 °C y 100 kPa
- Vm = 10.7316 × 519.67 / 14.696 = 379.48 ft3/lbmol a 60 °F y 14.696 psi (or about 0.8366 ft3/gram mole)
- Vm = 10.7316 × 519.67 / 14.730 = 378.61 ft3/lbmol a 60 °F y 14.73 psi

La literatura técnica puede ser confusa porque muchos autores no explican si están utilizando la constante de los gases ideales R, o la constante específica de los gases Rs. La relación entre las dos constantes es Rs = R / m, donde m es la masa molecular del gas.
La US Standard Atmosphere (USSA) utiliza 8,31432 m3-Pa/(mol-K) como valor de R. Sin embargo, la USSA,1976 reconoce que este valor no es coherente con los valores de la constante de Avogadro y la constante de Boltzmann.